# Nederlands voetbalelftal op de Olympische Zomerspelen 1948
Het Nederlands voetbalelftal was een van de deelnemende landen op de Olympische Zomerspelen 1948 in Londen, Verenigd Koninkrijk. Het is de zesde deelname voor het land. De vorige deelname was twintig jaar eerder, in 1928. Hierin reikte Nederland tot de eerste ronde.

## Wedstrijden op de Olympische Zomerspelen
Het Nederlands Olympisch elftal moest als een van de vier landen een voorronde spelen, en moest daarin spelen tegen Ierland.

### Voorronde
|                     |                                     |         |             |                                                                                     |
| 26 juli, 1948 13:00 | Nederland                           | 3–1     | Ierland     | Fratton Park, Portsmouth Scheidsrechter: George Reader (ENG) Bezoekersaantal: 8.000 |
| 26 juli, 1948 13:00 | Wilkes 1' Roosenburg 11' Wilkes 74' | Verslag | O'Kelly 52' | Fratton Park, Portsmouth Scheidsrechter: George Reader (ENG) Bezoekersaantal: 8.000 |

### Eerste ronde
|                     |                                                     |            |                         |                                                                                    |
| 31 juli, 1948 14:00 | Groot-Brittannië                                    | 4–3 (n.v.) | Nederland               | Arsenal Stadium, Londen Scheidsrechter: Vald Laursen (DEN) Bezoekersaantal: 21.000 |
| 31 juli, 1948 14:00 | McBain 22' Hardisty 58' Kelleher 77' McIlvenny 111' | Verslag    | Appel 9' 63' Wilkes 81' | Arsenal Stadium, Londen Scheidsrechter: Vald Laursen (DEN) Bezoekersaantal: 21.000 |

Sjaak Alberts · 
Bram Appel · 
Jos Beenhakkers ·
Jeu van Bun · 
Mick Clavan ·
Piet Kraak · 
Kees Krijgh · 
Wim Landman ·
Abe Lenstra · 
Kees Rijvers · 
André Roosenburg · 
Rinus Schaap ·
Henk Schijvenaar · 
Joop Stoffelen ·
Rinus Terlouw · 
Cock van der Tuijn · 
Arie de Vroet · 
Faas Wilkes ·
Coach: Jesse Carver

Reserves in Nederland: Louis Biesbrouck · Guus Dräger · Jan Everse · Henk Temming
 Parijs 1900 ·
 Saint Louis 1904 ·
 Londen 1908 ·
 Stockholm 1912 ·
 Antwerpen 1920 ·
 Parijs 1924 ·
 Amsterdam 1928 ·
 Berlijn 1936 ·
 Londen 1948 ·
 Helsinki 1952 ·
 Melbourne 1956 ·
 Rome 1960 ·
 Tokio 1964 ·
 Mexico-stad 1968 ·
 München 1972 ·
 Montréal 1976 ·
 Moskou 1980 ·
 Los Angeles 1984 ·
 Seoul 1988 ·
 Barcelona 1992 ·
 Atlanta 1996 ·
 Sydney 2000 ·
 Athene 2004 ·
 Peking 2008 ·
 Londen 2012 ·
 Rio 2016 ·
 Tokio 2020